# Len King
Leonard James King (1 de mayo de 1925 - 23 de junio de 2011) fue un político, abogado y juez australiano.
King estaba en el Partido Laborista Australiano entre 1970 y 1975, representando los suburbios del este de Coles. 
King fue un fiscal general durante el gobierno reformista de Don Dunstan, desde 1970 hasta 1975.
Se retiró el 28 de abril de 1995. King trabajó como mediador a tiempo parcial.